# Polydesmia lichenis
Polydesmia lichenis är en svampart som tillhör divisionen sporsäcksvampar, och som beskrevs av Seppo Huhtinen och Rolf Santesson. Polydesmia lichenis ingår i släktet Polydesmia, och familjen Hyaloscyphaceae. Enligt den finländska rödlistan är arten otillräckligt studerad i Finland. Arten är reproducerande i Sverige. Artens livsmiljö är skogar.